# 이상황
이상황(李相璜, 1763년 ~ 1841년)은 조선 후기의 문신이며, 헌종 때 영의정을 지냈다. 본관은 전주이다. 자는 주옥(周玉), 호는 동어(桐漁) 또는 현포(玄圃), 시호는 문익(文翼)이다.

## 생애
조선 태종의 아들 효령대군의 14대손으로 이득일의 아들이다. 정조 때 문과에 급제해서 지평, 서학교수를 하다 암행어사로 활약했다.
1792년에는 부수찬이 되었으며, 겸춘추, 부교리를 지내다 평안도의 안핵어사로 임명되었다. 이후 수찬과 집의를 거쳐 승지가 되고, 사간원의 대사간을 거쳐 평양부 위유사로 있다가 순조 때 성균관의 대사성이 되었다.
곧 황해도관찰사를 거쳐 동지의금부사, 비변사제조에 이어 성균관대사성과 개성부유수를 지내고, 전라도관찰사와 예조참판을 지냈다. 이어 한성부판윤, 형조판서, 사헌부대사헌, 호조판서, 예문관제학을 거쳐 좌부빈객이 되었다.
평안도관찰사로 있다가 병조판서를 지내며 좌빈객을 겸하고, 호조판서를 지내며 제조를 겸하였다. 이후에 홍문관제학, 예문관제학, 호조판서를 하다 제조를 거쳐 이조판서가 된다.
좌빈객으로 있다가 우부빈객으로 옮기고, 예문관제학과 지중추부사, 판의금부사를 거쳐 좌부빈객에 이어 의정부좌참찬, 예조판서, 의정부우참찬, 예문관제학을 거쳐 판의금부사, 좌참찬, 우부빈객, 예문관제학, 예조판서, 우빈객, 판의금부시, 병조판서, 호조판서를 지내고 판부사에 이어 좌의정을 거쳐 1833년 영의정이 되었다.